# Giovanni Battista Barilli
Giovanni Battista Barilli (Como, 1666 – Castiglione delle Stiviere, 1726) è stato un intagliatore e scultore italiano.

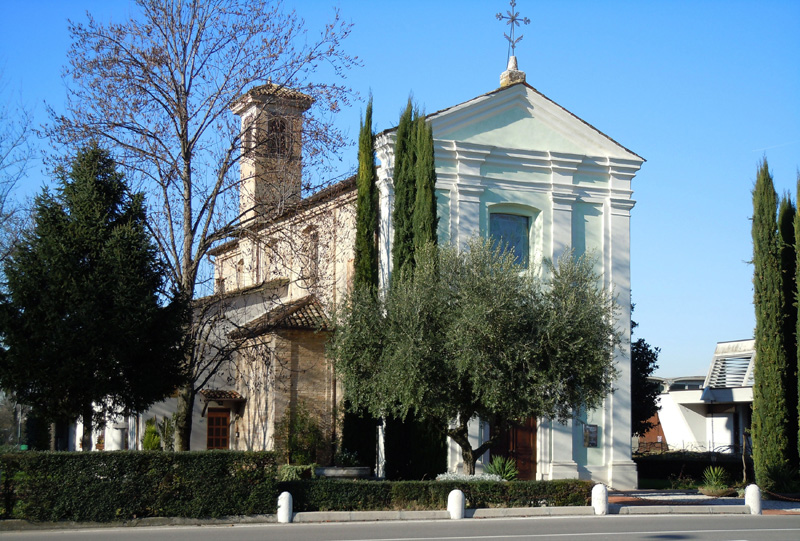
Castel Goffredo, oratorio di San Michele Arcangelo

Nativo di Como, fu attivo come intagliatore alla fine del XVII secolo. Si trasferì con la famiglia a Castiglione delle Stiviere nel 1695.
Tra il 1721 e il 1722 realizzò importanti sculture a carattere religioso per l'oratorio di San Michele Arcangelo e la chiesa prepositurale di Sant'Erasmo di Castel Goffredo.
Ebbe due figli, Andrea e Francesco, che seguirono il lavoro del padre.

Morì a Castiglione delle Stiviere nel 1726.